# Álgyűrűs pereszke
Az álgyűrűs pereszke (Tricholoma batschii) a pereszkefélék családjába tartozó, fenyvesekben termő, nem ehető gombafaj.

## Megjelenése
Az álgyűrűs pereszke kalapja 5-10 (15) cm átmérőjű, alakja fiatalon domború, később laposan kiterülő, széle sokáig behajló. Felülete csupasz vagy benőtten szálas; nedvesen ragadós, szárazon fénylő. Színe világos vagy sötétebb vörösbarna, a széle halványabb. Húsa vastag, fehér; kissé barnulhat. Szaga lisztszerű, íze lisztes, keserű.
Lemezei a tönk előtt felkanyarodók és foggal ránövők. Színük fehéres, krémszínű; idővel rozsdásan foltosodnak. Spórapora fehér. Spórái ellipszis alakúak, simák, méretük 5-7,5 x 3-5,5 µm.
Tönkje 4–10 cm magas és 1-2,5 cm vastag. Alakja lefelé vékonyodó. Vörösbarna színű, a teteje felé fehéres, amelyet gallérszerű nyálkás zóna választ el a tönk többi részétől.

### Hasonló fajok
Hasonlíthat hozzá az óriás pereszke, a nyakörves pereszke, a szenesedő pereszke vagy a mérgező kesernyés pereszke.

## Elterjedése és termőhelye
Nyugat- és Közép-Európában honos, bizonytalan észleléseket Kaliforniából is jelentettek. Magyarországon helyenként gyakori lehet. Fenyvesekben, vegyes erdőkben, elsősorban kéttűs fenyők alatt található meg. Szeptembertől novemberig terem.
Nem mérgező, de íze miatt étkezésre nem alkalmas.

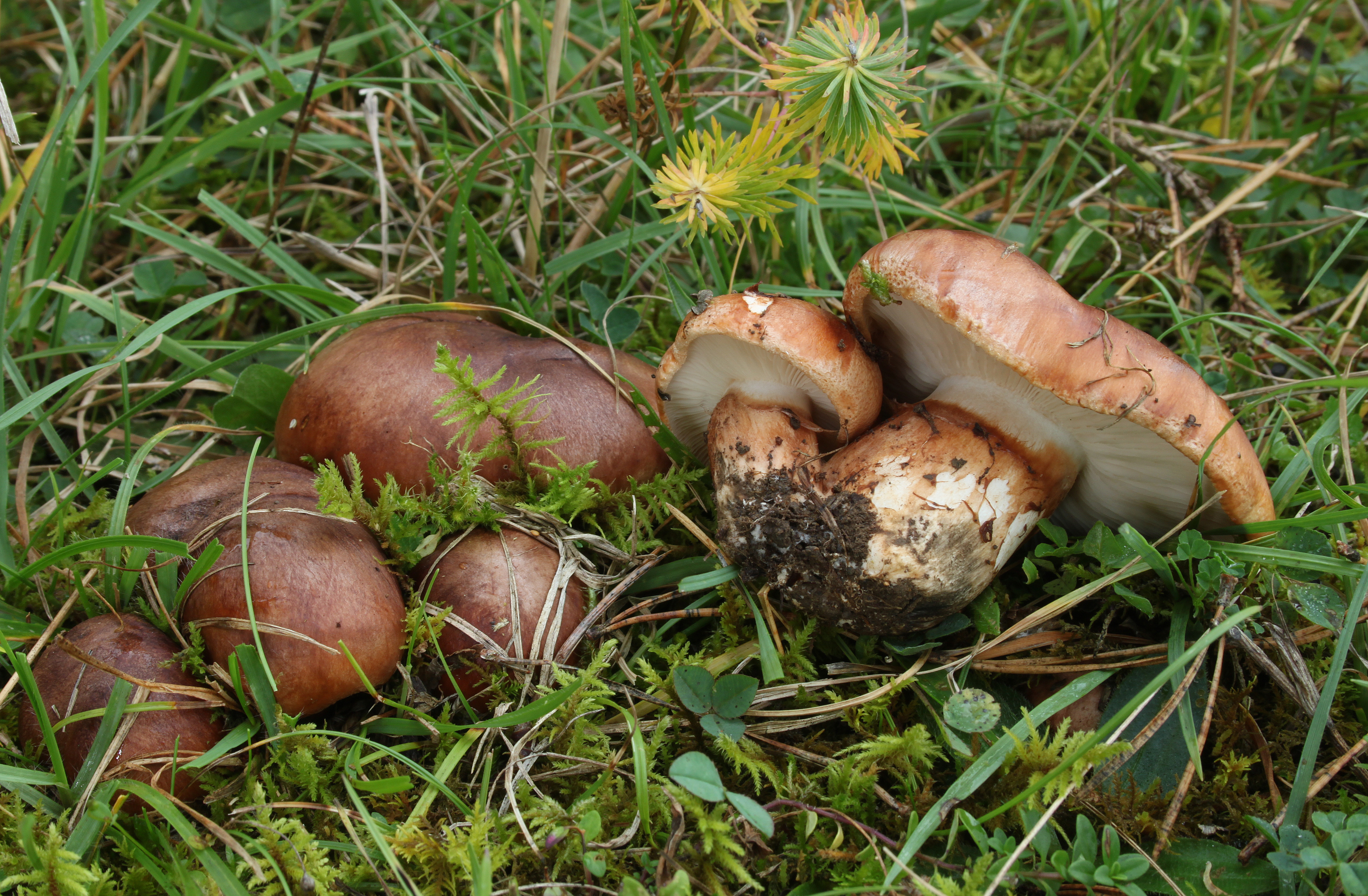
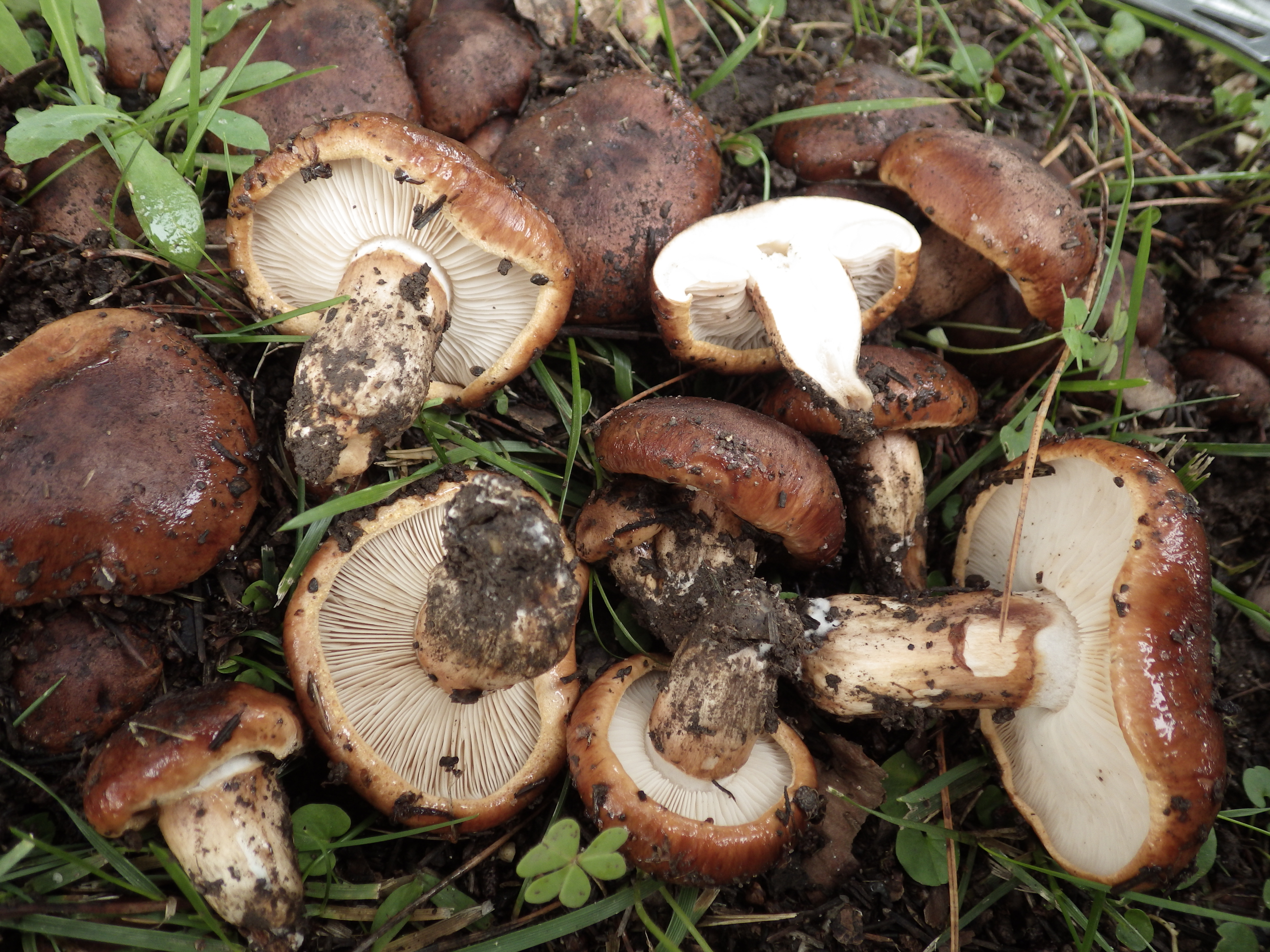
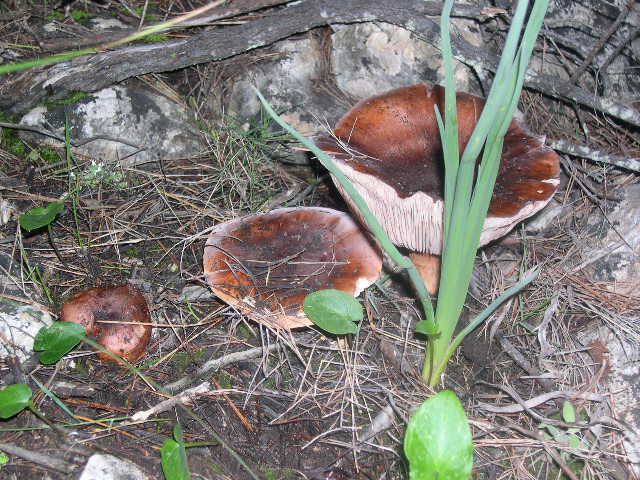
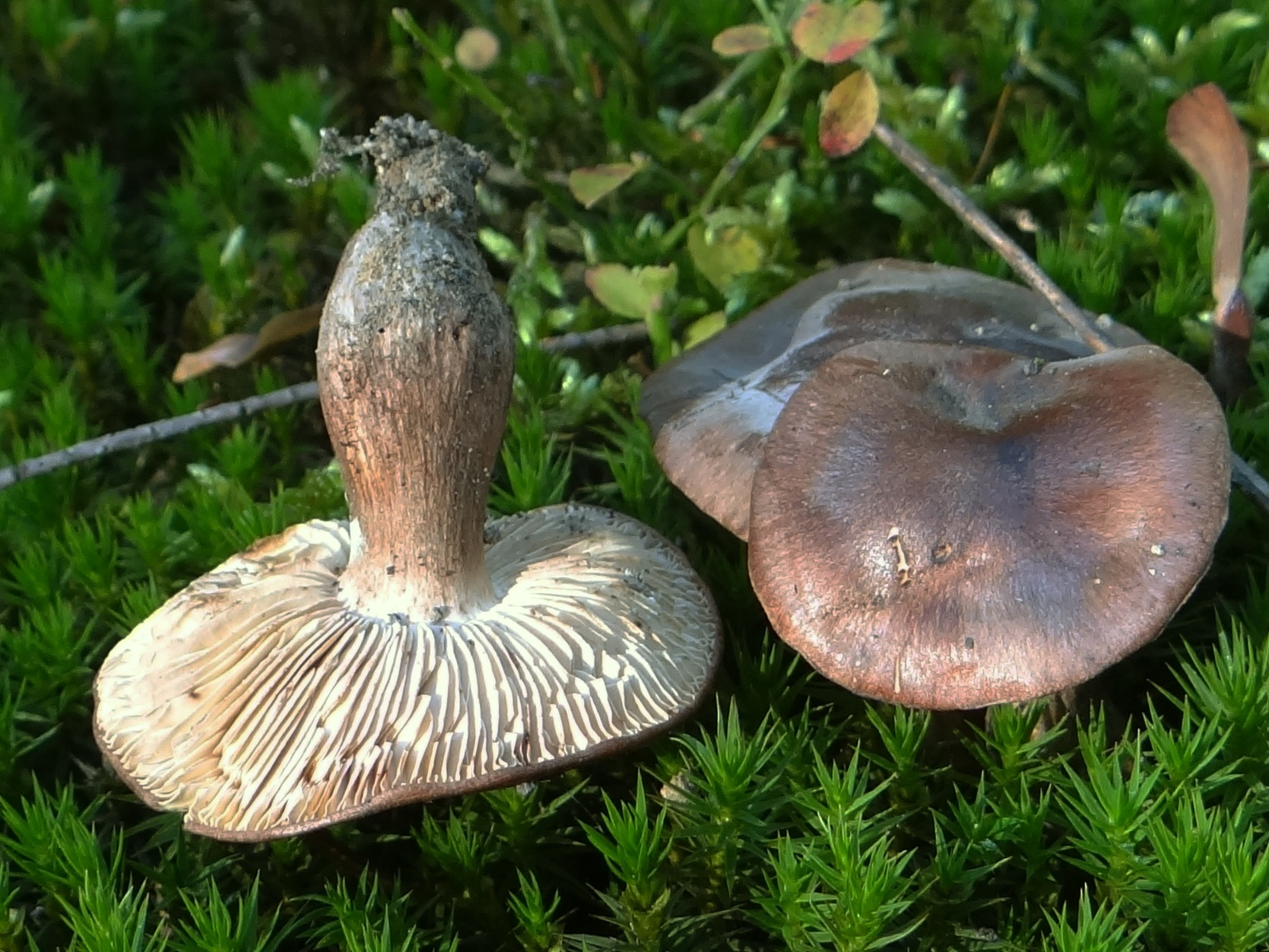